# Triglavhaus
Das Triglavhaus (auch Kredaricahütte; slowenisch Triglavski dom na Kredarici) ist eine Schutzhütte am Triglav in den Julischen Alpen. Es liegt auf 2515 m. i. J. knapp unterhalb des Kredarica-Gipfels (2539 m. i. J.).

## Geschichte
Die erste Hütte wurde 1896 auf Bestreben von Jakob Aljaž errichtet und seither mehrfach erweitert. Die heutige Form erhielt das Triglavhaus 1983. Die Hütte ist ganzjährig geöffnet, im Winter wird sie von den Meteorologen der Wetterstation betreut. Im Jahre 1954 wurde mit regelmäßigen und systematischen Wetterbeobachtungen auf der Hütte Kredarica begonnen. Es handelt sich um die höchstgelegene Hütte bzw. Wetterstation in Slowenien.

## Kapelle
Neben der Hütte befindet sich die Kapela Marije Snežne na Kredarici („Kapelle unserer lieben Frau vom Schnee“). Die erste Kapelle wurde 1896 von Jakob Aljaž errichtet. Nachdem sie 1952 von Unbekannten zerstört worden war, wurde 1992 eine neue Kapelle errichtet.

## Bilder

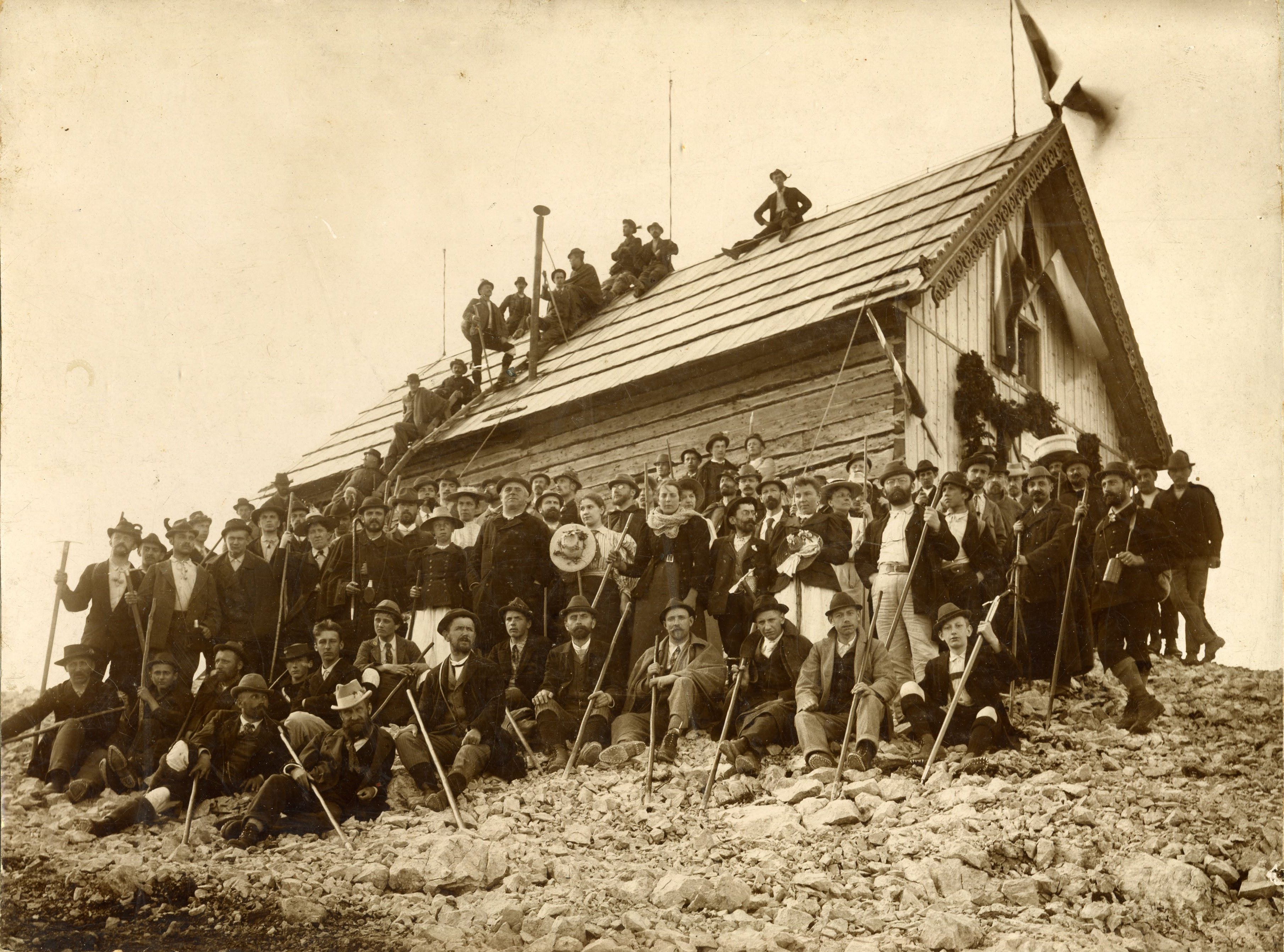
Eröffnung 1896
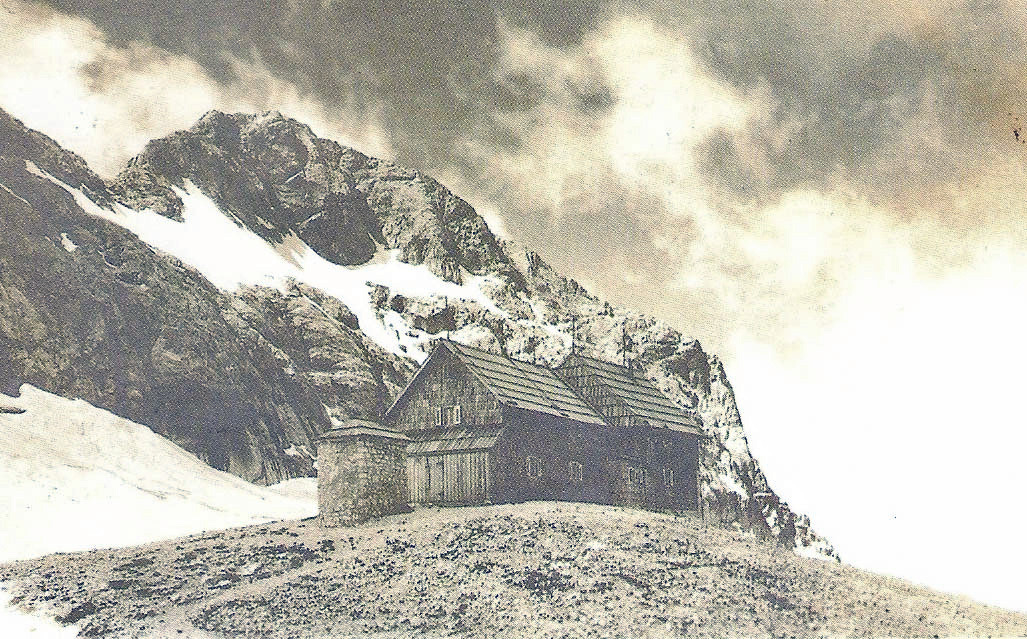
Triglavhaus 1927
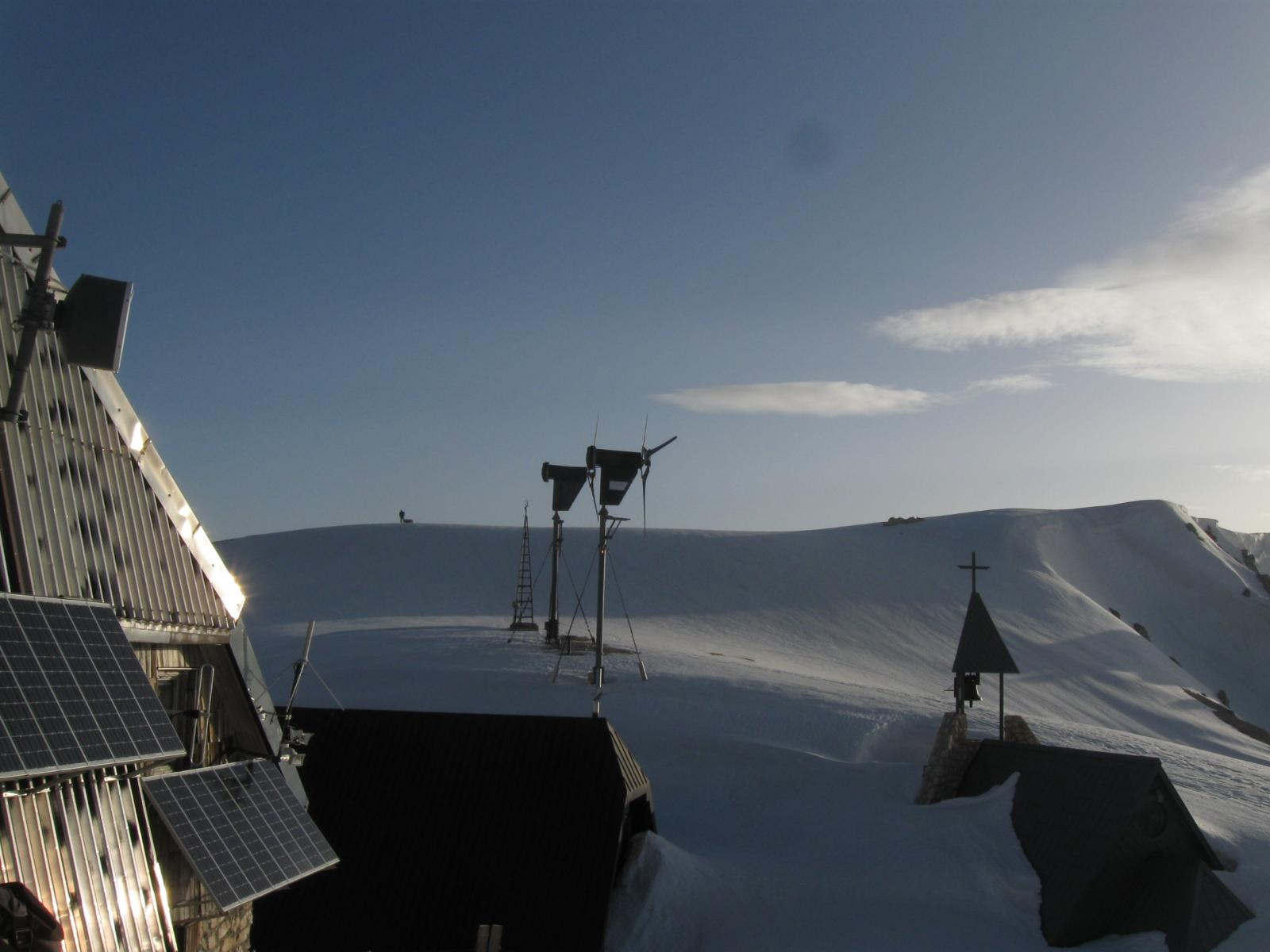
PV-Anlagen und Windgeneratoren zur Stromerzeugung, rechts die Kapelle